# Johannes von Dalyatha
Johannes von Dalyatha (* etwa 690; † etwa 780), auch Johannes Saba, Johannes der Ältere, auf syrisch: Yoḥannan, war ein Mönch und Mystiker der Ostkirchen. Er verbrachte sein Leben in Obermesopotamia. Als Mönch lebte er gemeinschaftlich und auch eremitisch, wobei er Letzteres bevorzugte. Als er starb, war er Abt einer Mönchsgemeinschaft.
Johannes war ein produktiver Schriftsteller. Er verfasste auf Syrisch Predigten, Abhandlungen, Maximen und Briefen, wovon eine große Anzahl erhalten ist. In den Jahrhunderten nach seinem Tod wurden sie in mehrere Sprachen übersetzt. In den Kirchen des Ostens werden sie selten gelesen und waren zwischen etwas 780 und 820 sogar verboten. In anderen christlichen Traditionen in Asien, Afrika und Europa waren sie weit verbreitet.

## Leben
Abdiso bar Brika, ein syrischer Bischof aus dem 14. Jahrhundert, verortete in seinem Schriftstellerkatalog in die erste Hälfte des 6. Jahrhunderts. Bis in das 20. Jahrhundert war die allgemeine Lehrmeinung, dann stellte sich aber heraus, dass er erst im 8. Jahrhundert lebte.
Johannes wurde um 690 im Dorf Ardamut, heute Al-Kawasha, nordöstlich von Mossul, in der syrischsprachigen Region Beth Nuhadra, einem Teil der syrischen Provinz des Kalifats Umayyaden. Als Kind wurde er in der örtlichen Kirche in die Bibel, die Liturgie und die Patristik eingewiesen, um ihn auf eine priesterliche oder klösterliche Berufung vorzubereiten. Als Jugendlicher besuchte er regelmäßig das Kloster in Mar Aphnimaran, um dort asketische Literatur zu lesen und sich im Fasten und dem Virgilen einzuüben. Als er alt genug war, trat er in das coenobitische Kloster Mar Yozadaq in den Bergen von Gordiene ein. Möglicherweise trat er in das Kloster ein, das dort ein Jahrhundert zuvor der syrische Schriftsteller Narsai von Nisibis lebte. Ein gewissen seligen Stephanus, der wiederum ein Schüler von Mar Yozada war, wies Johannes in das Mönchsleben ein.
Nachdem er sieben Jahre in der klösterlichen Gemeinschaft Mar Yozadaq erhielt Johannes die Erlaubnis als Eremit zu leben. Er ging in Richtung Norden in die Berge von Beth Dalyatham in das „Haus der Weinzweige“ beziehungsweise „Haus der Weintriebe“ auf eine Höhe von 3000 Meter. In seinen Schriften erwähnt er sein Leben in der Höhe nur einmal in Brief 37. Da er den Großteil seines Lebens in Einsamkeit verbrachte und kein Besuch einer Stadt überliefert ist, wird er in seinem Leben keinen Muslimen getroffen oder den Gebetsruf Adhān gehört haben.
Als er im Alter zu schwach wurde um alleine zu leben, kehrte er nach Beth Qardu zurück. Die Versammlung der Mönche wähle ihn zu ihrem Abt. Er führte neue Regeln für die Novizen ein. Er blieb Abt bis zu seinem Tod etwa 780.
Nach seinem Tod wurde Johannes, vermutlich fälschlicherweise, beschuldigt den Häresien der Messalianer und des Sabellius anhängen. Daher verbot Patriarch Timotheos I. auf der Synode von 786/787 oder 790 die Schriften von Johannes. Auf der gleichen Synode wurde auch Joseph Hazzaya verurteilt. Von Patriarch Ishoʿbar Nun, der von 823 bis 828 im Amt war, wurde er wieder rehabilitiert.

## Schriften
Johannes hinterließ 25 Predigten (oder Diskurse) und 51 Briefe sowie eine Reihe von Maximen namens Ru’us al-Ma’rifah.
Wahrscheinlich sind wegen seiner Verurteilung durch Timotheus I. die Manuskripte in syrischer Sprache nur in der Syrisch-Orthodoxe Tradition überliefert. Sie zirkulierten größtenteils anonym und wurden einen spirituellen Ältesten, einem göttlichen Ältesten oder einem Ältesten zu geschrieben. Einige schrieben die Werke Mar Johannes den Ältesten zu. Mar ist eine syrische Anrede. Erst ab dem 15. Jahrhundert begannen die Gelehrten den Autor der Werke als Johannes von Dalyatha oder Johannes bar Penkaje zu identifizieren. Aktueller Stand der Forschung ist es, dass er Johannes von Dalyatha der Autor ist. Brain Colles hat vorgeschlagen, dass es sich bei Johannes von Dalyatha und Johannes bar Penkaje um dieselbe Person handelt.
Viele von Johannes Werke in die Arabische Sprache, die Altäthiopische Sprache (Ge’ez) und die Griechische Sprache übersetzt. Vier seiner Predigten, die fälschlicherweise Isaak von Ninive und sein 15. Brief, der Dorotheos von Gaza zugeschrieben wurde, wurden zuerst in Griechische übersetzt und dann im Laufe des Mittelalters ins Lateinische und weitere europäische Sprachen übersetzt.
Johannes Werke wurde vor zum Nutzen für andere Asketen geschrieben. Sie beschreiben das klösterliche Leben sowie die Herrlichkeit und Schönheit Gottes. Johannes Weg führt über die Umkehr, asketische Übungen, Reinheit, Gelassenheit zur Perfektion. Er stützt sich dabei auf die Bibelworte: Sei also vollkommen, wie euer himmlischer Vater vollkommen ist(Mt 5,48 ) sowie Selig, die rein sind im Herzen; denn sie werden Gott schauen.(Mt 5,8 ). Als Mystiker meint er, dass diejenigen, die dessen würdig sind, Gott in ihrem Herzen sehen werden.

### In deutscher Sprache erschienene Werke
- Briefe. Hrsg. von Gabriel Bunge, Grigory Kessel, Gerd Vatter. Beuroner Kunstverlag. Beuron 2019, ISBN 978-3-87071-368-3.
- Geistliche Reden. Hrsg. von Gabriel Bunge, Grigory Kessel, Gerd Vatter. Beuroner Kunstverlag, Beuron 2019, ISBN 978-3-87071-369-0.

## Weblink
- Schriften eines syrischen Mystikers – Suche nach dem Göttlichen in sich, Deutschlandfunk Kultur, 17. Mai 2020